# Атанасиос Ставрудис
Атанасиос Ставрудис (на гръцки: Αθανάσιος Σταυρούδης) е гръцки революционер, деец на гръцката въоръжена пропаганда в Македония от началото на XX век.

## Биография
Атанасиос Ставрудис е роден в 1873 година в солунското село Балджа, тогава в Османската империя, днес Мелисохори, Гърция. Присъединява се към гръцката пропаганда и действа срещу българските чети на ВМОРО, действащи в региона. Става агент от втори ред.
След Хуриета в 1908 година Ставрудис заминава за Солун, а след това за Атина заедно със Ставрос Баретис поради преследвания от страна на младотурците. Тъй като Македонският комитет в Атина е информиран, че князът на остров Самос Андреас Копасис е с протурски настроения, е взето решение да бъде ликвидиран. По този повод Ставрудис и Ставрос Баретис се срещат с лидера на самоската опозиция Темистоклис Софулис, за да организират убийството на Копасис. Заминава за Самос със Ставрос Баретис, където изпълняват плана си и на 9/22 март 1912 г. убиват Копасис. След това Ставрудис взема участие в Балканските войни и се отличава при битката при Кукуш в 1913 година. По време на Първата световна война е агент във френската армия, проучвайки въпросите, свързани с гръцките интереси.
Удостоен е с медали заради заслугите си към гръцката пропаганда в Македония и участието си в Балканските войни. Заради организираното от него убийство на управителя на Самос е издигнат бюст на Ставрудис в град Самос.